# Sri Daya Mata
Sri Daya Mata (31 de janeiro de 1914 - 30 de novembro de 2010), nome de batismo Faye Wright, foi uma importante líder espiritual americana e uma discípula direta de Paramahansa Yogananda, que foi pessoalmente escolhida e treinada por Yogananda para conduzir a organização por ele fundada. Sri Daya Mata ( Mãe da Compaixâo), foi presidente da Self-Realization Fellowship/Yogoda Satsanga Society of India 1955-2010. Ficou famoso o seu encontro com o cantor Elvis Presley, nos anos 60, para instrui-lo espiritualmente.